# Карчув (Лодзинське воєводство)
Карчув (пол. Karczów) — село в Польщі, у гміні Вельґомлини Радомщанського повіту Лодзинського воєводства.
Населення — 180 осіб (2011).
У 1975—1998 роках село належало до Пйотрковського воєводства.

## Демографія
Демографічна структура станом на 31 березня 2011 року:
|          | Загалом | Допрацездатний вік | Працездатний вік | Постпрацездатний вік |
| -------- | ------- | ------------------ | ---------------- | -------------------- |
| Чоловіки | 87      | 17                 | 57               | 13                   |
| Жінки    | 93      | 16                 | 48               | 29                   |
| Разом    | 180     | 33                 | 105              | 42                   |